# Shinji Okazaki
Shinji Okazaki (岡崎 慎司?, Okazaki Shinji; Takarazuka, 16 aprile 1986) è un allenatore di calcio ed ex calciatore giapponese, di ruolo attaccante o centrocampista, tecnico del Basara Mainz.
Soprannominato Samurai, è il calciatore in attività con il maggior numero di reti segnate nel Giappone (50). È inoltre il secondo giapponese più prolifico nella storia della Bundesliga con 37 gol.

## Caratteristiche tecniche
È un attaccante capace di giocare come seconda punta, ma anche come ala o centrocampista offensivo; non dotato di grande velocità, compensa con un ottimo controllo di palla. È di piede destro, ma è in grado di concludere a rete facendo affidamento anche sul piede sinistro; inoltre, è forte anche nei colpi di testa, e all'occorrenza sa anche fornire assist per i suoi compagni.

## Carriera

### Club

#### Shimizu S-Pulse
La sua carriera nel calcio professionistico ha inizio nel 2005 giocando in J1 League con la maglia dello Shimizu S-Pulse, segnerà la sua prima rete nella partita contro lo Kawasaki Frontale persa per 2-1. Riuscirà a segnare un gol nella vittoria contro l'Albirex Niigata per 3-1. Segnerà per la prima volta una doppietta nella vittoria contro il Kashiwa Reysol per 3-1. Nell'edizione 2009 del campionato stabilirà un record personale con 14 reti in campionato. Lascerà la squadra nel 2010 con un bilancio di 154 presenze e 49 reti.

#### Stoccarda
Dopo le sue prestazioni nella coppa d'Asia, a fine gennaio viene acquistato dallo Stoccarda, con cui firma un contratto di 3 anni e mezzo. Riuscirà a segnare il suo primo gol in Bundesliga nella vittoria per 2-1 contro l'Hannover 96. Sarà autore di diversi gol in varie vittorie come quella per 3-0 contro il Schalke 04, o contro l'Hoffenheim per 2-0 e nella vittoria per 4-1 contro il Freiburg. Sarà autore di una doppietta nella vittoria in Europa League per 5-1 contro il Steaua Bucarest.

#### Magonza
Il 25 giugno 2013 viene acquistato dal Magonza e firma un triennale fino al 30 giugno 2016. Riuscirà a totalizzare 15 gol nella sua prima stagione, riuscendo a segnare la sua prima doppietta i Bundesliga vincendo contro il Braunschweig per 2-0 e ne segnerà altre come nella vittorie per 3-2 contro il Werder Brema e l'Amburgo. Il 13 settembre 2014 con la maglia del Magonza diventa il miglior marcatore giapponese della storia della Bundesliga con 35 reti, superando Yasuhiko Okudera fermo a quota 34 reti (quest'ultimo inoltre non ha mai raggiunto la doppia cifra in un campionato, mentre Okazaki nel biennio col Magonza ha siglato rispettivamente 15 e 12 reti in Bundesliga).

#### Leicester City
Il 26 giugno 2015 viene acquistato dal Leicester City, con cui firma un contratto quadriennale. Il giapponese sceglie la maglia numero 20. Compie il suo debutto con la nuova squadra l'8 agosto 2015 in una vittoria per 4–2 contro il Sunderland. Segna la sua prima rete in Premier League la settimana seguente, contribuendo ad un successo per 2–1 contro il West Ham. Il 19 dicembre si rende decisivo nella vittoria del Leicester per 3–2 sull'Everton al Goodison Park, che consente alla sua squadra di raggiungere la vetta della classifica.
Nel 2015 viene incluso nei 59 candidati al Pallone d'Oro.
Il 10 gennaio 2016 mette a segno la sua prima marcatura in FA Cup, in una partita terminata 2-2 contro il Tottenham Hotspur. Dopo tre mesi di digiuno in Premier League, il 14 marzo decide la vittoria per 1-0 contro il Newcastle con un goal in rovesciata su sponda del compagno di squadra Jamie Vardy, che porta le Foxes a 5 punti di vantaggio in classifica sul Tottenham. Il 2 maggio, grazie al pareggio per 2-2 del Tottenham secondo in classifica contro il Chelsea, che segue il pareggio del giorno prima dei Foxes contro il Manchester United per 1-1, si laurea campione d'Inghilterra 2015-2016 con il Leicester City.

#### Malaga
Il 30 luglio 2019, alla scadenza del contratto con il Leicester, è ingaggiato dagli spagnoli del Málaga, che tuttavia annulla il contratto con Okazaki dopo appena quattro settimane poiché lo stipendio del nipponico avrebbe costretto il club a superare il budget salariale consentito dal campionato.

#### Huesca
Okazaki giocherà nel club dell'Huesca nella seconda divisione spagnola ottenendo la vittoria del campionato marcando 12 gol in tutta la stagione, segnerà la sua prima rete nella vittoria per 1-0 contro il Girona
 inoltre segnerà una doppietta nel pareggio per 2-2 contro l'Extremadura. Nelle ultime giornate di campionato si rivelerà determinante facendo guadagnare abbastanza punti per ottenere il secondo posto in classifica, sarà fondamentale nella vittoria contro il Las Palmas segnando il gol del 1-0 e sarà autore della rete del 2-1 nella vittoria contro l'Alcorcón, infine segnerà il gol del 3-0 contro il Numancia, vittoria che permetterà all'Huesca di ottenere la promozione in Primera División con una giornata di anticipo.
Segnerà il suo primo gol in Liga nel pareggio per 3-3 contro il Granada, il 6 dicembre 2020. Questo sarà il suo unico gol della stagione e a fine campionato la squadra retrocederà in seconda divisione. Il 25 maggio 2021 annuncia il suo addio all'Huesca.

#### FC Cartagena e Sint-Truiden
Il 31 agosto 2021, Okazaki si accorda con il FC Cartagena, sempre nella seconda serie spagnola, con cui firma un contratto annuale.
Rimasto svincolato al termine della stagione, il 19 agosto 2022 l'attaccante si unisce al Sint-Truiden, nella Pro League belga, con cui firma un contratto annuale. Durante la sua prima annata nelle Fiandre, gioca tutte le partite di campionato, mentre la squadra conclude al dodicesimo posto.
Nel giugno del 2023, Okazaki rinnova il proprio contratto con il Sint-Truiden per un'ulteriore stagione. Nel febbraio del 2024, annuncia il proprio ritiro dal calcio giocato al termine della stagione, all'età di 38 anni.

### Nazionale

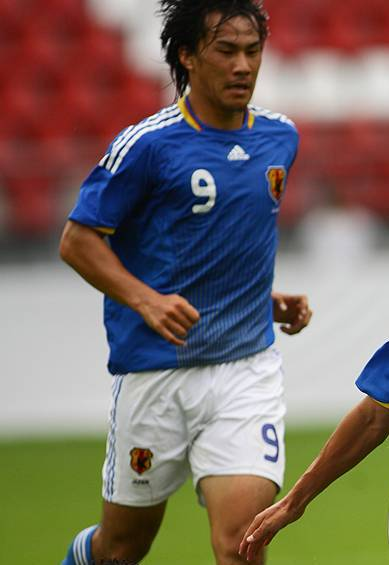
Okazaki con la maglia del Giappone

Debutta per la prima volta con la nazionale del Giappone il 9 ottobre 2008 in un'amichevole pareggiando per 1-1 contro gli Emirati Arabi Uniti. Il 20 gennaio del 2009 segna il suo primo gol con la nazionale battendo per 2-1 li Nazionale di calcio dello Yemen, sempre nello stesso anno vince altre amichevoli segnando una rete sconfiggendo per 4-0 il Belgio e sempre con lo stesso risultato batte il Cile dove sarà autore di una doppietta. Durante le qualificazioni della Coppa d'Asia segna per la prima volta una tripletta in nazionale sconfiggendo Hong Kong per 6-0. Nel 2009 ha vinto il premio Bomber dell'anno IFFHS come miglior Bomber Internazionale, superando Didier Drogba e realizzando 15 goal con la maglia della Nazionale in 16 presenze.
Durante il mondiale Sudafrica 2010 ha segnato il terzo goal nella partita vinta per 3-1 contro la Danimarca. L'8 agosto 2010 Okazaki segna il gol del 1-0 ottenendo in amichevole la prima storica vittoria contro l'Argentina segnando la rete al 19º minuto.
Vince il titolo continentale nella Coppa d'Asia Qatar 2011, il 17 gennaio 2011 segna una tripletta all'Arabia Saudita vincendo per 5-0, mentre nella semifinale contro la Corea del Sud finita 2-2 alla fine dei tempi supplementari il Giappone vince per 3-0 ai rigori e il secondo tiro dal dischetto viene segnato da Okazaki.
Nei Mondiali in Brasile del 2014, segna un goal di testa contro la Colombia persa 1-4. Partecipa alla Coppa d'Asia 2015 segnando un gol contro la Palestina partita valida per il girone D vinta 4-0.
Durante le qualificazione per il mondiale Russia 2018 segna la sua ultima rete con la nazionale battendo per 4-0 la Thailandia, ottenuta poi la qualificazione al mondiale gioca tutte le partite, tranne l'ultima nella sconfitta per 3-2 contro il Belgio.

## Statistiche

### Presenze e reti nei club
Statistiche aggiornate al 23 aprile 2023.
| Stagione               | Squadra                | Campionato             | Campionato | Campionato | Coppe nazionali | Coppe nazionali | Coppe nazionali | Coppe continentali | Coppe continentali | Coppe continentali | Altre coppe | Altre coppe | Altre coppe | Totale | Totale |
| Stagione               | Squadra                | Comp                   | Pres       | Reti       | Comp            | Pres            | Reti            | Comp               | Pres               | Reti               | Comp        | Pres        | Reti        | Pres   | Reti   |
| ---------------------- | ---------------------- | ---------------------- | ---------- | ---------- | --------------- | --------------- | --------------- | ------------------ | ------------------ | ------------------ | ----------- | ----------- | ----------- | ------ | ------ |
| 2005                   | Shimizu S-Pulse        | J1                     | 1          | 0          | CdL+CI          | 1+3             | 0               | -                  | -                  | -                  |             | -           | -           | 5      | 0      |
| 2006                   | Shimizu S-Pulse        | J1                     | 7          | 0          | CdL+CI          | 2+3             | 0               | -                  | -                  | -                  | -           | -           | -           | 12     | 0      |
| 2007                   | Shimizu S-Pulse        | J1                     | 21         | 5          | CdL+CI          | 2+2             | 0               | -                  | -                  | -                  | -           | -           | -           | 25     | 5      |
| 2008                   | Shimizu S-Pulse        | J1                     | 27         | 10         | CdL+CI          | 5+2             | 0+1             | -                  | -                  | -                  | -           | -           | -           | 34     | 11     |
| 2009                   | Shimizu S-Pulse        | J1                     | 34         | 14         | CdL+CI          | 4+3             | 1+2             | -                  | -                  | -                  | -           | -           | -           | 41     | 17     |
| 2010                   | Shimizu S-Pulse        | J1                     | 31         | 13         | CdL+CI          | 2+4             | 1+2             | -                  | -                  | -                  | -           | -           | -           | 37     | 16     |
| Totale Shimizu S-Pulse | Totale Shimizu S-Pulse | Totale Shimizu S-Pulse | 121        | 42         |                 | 33              | 7               |                    | -                  | -                  |             | -           | -           | 154    | 49     |
| gen.-giu. 2011         | Stoccarda              | BL                     | 12         | 2          | CG              | 0               | 0               | UEL                | 2                  | 0                  | -           | -           | -           | 14     | 2      |
| 2011-2012              | Stoccarda              | BL                     | 26         | 7          | CG              | 3               | 0               | -                  | -                  | -                  | -           | -           | -           | 29     | 7      |
| 2012-2013              | Stoccarda              | BL                     | 25         | 1          | CG              | 6               | 1               | UEL                | 11                 | 2                  | -           | -           | -           | 42     | 4      |
| Totale Stoccarda       | Totale Stoccarda       | Totale Stoccarda       | 63         | 10         |                 | 9               | 1               |                    | 13                 | 2                  |             | -           | -           | 85     | 13     |
| 2013-2014              | Magonza                | BL                     | 33         | 15         | CG              | 2               | 0               | -                  | -                  | -                  | -           | -           | -           | 35     | 15     |
| 2014-2015              | Magonza                | BL                     | 32         | 12         | CG              | 1               | 1               | UEL                | 2                  | 1                  | -           | -           | -           | 35     | 14     |
| Totale Magonza         | Totale Magonza         | Totale Magonza         | 65         | 27         |                 | 3               | 1               |                    | 2                  | 1                  |             | -           | -           | 70     | 29     |
| 2015-2016              | Leicester City         | PL                     | 36         | 5          | FACup+CdL       | 2+1             | 1+0             | -                  | -                  | -                  | -           | -           | -           | 39     | 6      |
| 2016-2017              | Leicester City         | PL                     | 30         | 3          | FACup+CdL       | 2+1             | 0+2             | UCL                | 7                  | 1                  | CS          | 1           | 0           | 41     | 6      |
| 2017-2018              | Leicester City         | PL                     | 27         | 6          | FACup+CdL       | 3+2             | 0+1             | -                  | -                  | -                  | -           | -           | -           | 32     | 7      |
| 2018-2019              | Leicester City         | PL                     | 21         | 0          | FACup+CdL       | 1+3             | 0+0             | -                  | -                  | -                  | -           | -           | -           | 25     | 0      |
| Totale Leicester City  | Totale Leicester City  | Totale Leicester City  | 114        | 14         |                 | 15              | 4               |                    | 7                  | 1                  |             | 1           | 0           | 137    | 19     |
| ago.-set. 2019         | Málaga                 | SD                     | 0          | 0          | CR              | 0               | 0               | -                  | -                  | -                  | -           | -           | -           | 0      | 0      |
| set. 2019-2020         | Huesca                 | SD                     | 37         | 12         | CR              | 1               | 0               | -                  | -                  | -                  | -           | -           | -           | 38     | 12     |
| 2020-2021              | Huesca                 | PD                     | 25         | 1          | CR              | 1               | 0               | -                  | -                  | -                  | -           | -           | -           | 26     | 1      |
| Totale Huesca          | Totale Huesca          | Totale Huesca          | 62         | 13         |                 | 2               | 0               |                    | -                  | -                  |             | -           | -           | 64     | 13     |
| 2021-2022              | FC Cartagena           | SD                     | 32         | 2          | CR              | 3               | 0               | -                  | -                  | -                  | -           | -           | -           | 35     | 2      |
| 2022-2023              | Sint-Truiden           | D1                     | 30         | 1          | CB              | 2               | 0               | -                  | -                  | -                  | -           | -           | -           | 32     | 1      |
| 2023-2024              | Sint-Truiden           | D1                     | 0          | 0          | CB              | 0               | 0               | -                  | -                  | -                  | -           | -           | -           | 0      | 0      |
| Totale Sint-Truiden    | Totale Sint-Truiden    | Totale Sint-Truiden    | 30         | 1          |                 | 2               | 0               |                    | -                  | -                  |             | -           | -           | 32     | 1      |
| Totale carriera        | Totale carriera        | Totale carriera        | 487        | 109        |                 | 67              | 13              |                    | 22                 | 4                  |             | 1           | 0           | 577    | 126    |

### Cronologia presenze e reti in nazionale
| Cronologia completa delle presenze e delle reti in nazionale ― Giappone | Cronologia completa delle presenze e delle reti in nazionale ― Giappone | Cronologia completa delle presenze e delle reti in nazionale ― Giappone | Cronologia completa delle presenze e delle reti in nazionale ― Giappone | Cronologia completa delle presenze e delle reti in nazionale ― Giappone | Cronologia completa delle presenze e delle reti in nazionale ― Giappone | Cronologia completa delle presenze e delle reti in nazionale ― Giappone | Cronologia completa delle presenze e delle reti in nazionale ― Giappone |
| Data                                                                    | Città                                                                   | In casa                                                                 | Risultato                                                               | Ospiti                                                                  | Competizione                                                            | Reti                                                                    | Note                                                                    |
| ----------------------------------------------------------------------- | ----------------------------------------------------------------------- | ----------------------------------------------------------------------- | ----------------------------------------------------------------------- | ----------------------------------------------------------------------- | ----------------------------------------------------------------------- | ----------------------------------------------------------------------- | ----------------------------------------------------------------------- |
| 9-10-2008                                                               | Niigata                                                                 | Giappone                                                                | 1 – 1                                                                   | Emirati Arabi Uniti                                                     | Amichevole                                                              | -                                                                       | 82’                                                                     |
| 15-10-2008                                                              | Saitama                                                                 | Giappone                                                                | 1 – 1                                                                   | Uzbekistan                                                              | Qual. Mondiali 2010                                                     | -                                                                       | 62’                                                                     |
| 13-11-2008                                                              | Kobe                                                                    | Giappone                                                                | 3 – 1                                                                   | Siria                                                                   | Amichevole                                                              | -                                                                       |                                                                         |
| 19-11-2008                                                              | Doha                                                                    | Qatar                                                                   | 0 – 3                                                                   | Giappone                                                                | Qual. Mondiali 2010                                                     | -                                                                       | 86’                                                                     |
| 20-1-2009                                                               | Kumamoto                                                                | Giappone                                                                | 2 – 1                                                                   | Yemen                                                                   | Qual. Coppa d'Asia 2011                                                 | 1                                                                       |                                                                         |
| 28-1-2009                                                               | Riffa                                                                   | Bahrein                                                                 | 1 – 0                                                                   | Giappone                                                                | Qual. Coppa d'Asia 2011                                                 | -                                                                       | 76’                                                                     |
| 4-2-2009                                                                | Tokyo                                                                   | Giappone                                                                | 5 – 1                                                                   | Finlandia                                                               | Amichevole                                                              | 2                                                                       |                                                                         |
| 11-2-2009                                                               | Yokohama                                                                | Giappone                                                                | 0 – 0                                                                   | Australia                                                               | Qual. Mondiali 2010                                                     | -                                                                       | 83’                                                                     |
| 28-3-2009                                                               | Saitama                                                                 | Giappone                                                                | 1 – 0                                                                   | Bahrein                                                                 | Qual. Mondiali 2010                                                     | -                                                                       | 86’                                                                     |
| 27-5-2009                                                               | Osaka                                                                   | Giappone                                                                | 4 – 0                                                                   | Cile                                                                    | Amichevole                                                              | 2                                                                       | 71’                                                                     |
| 31-5-2009                                                               | Tokyo                                                                   | Giappone                                                                | 4 – 0                                                                   | Belgio                                                                  | Amichevole                                                              | 1                                                                       | 69’                                                                     |
| 6-6-2009                                                                | Tashkent                                                                | Uzbekistan                                                              | 0 – 1                                                                   | Giappone                                                                | Qual. Mondiali 2010                                                     | 1                                                                       |                                                                         |
| 10-6-2009                                                               | Yokohama                                                                | Giappone                                                                | 1 – 1                                                                   | Qatar                                                                   | Qual. Mondiali 2010                                                     | -                                                                       |                                                                         |
| 17-6-2009                                                               | Melbourne                                                               | Australia                                                               | 2 – 1                                                                   | Giappone                                                                | Qual. Mondiali 2010                                                     | -                                                                       |                                                                         |
| 5-9-2009                                                                | Enschede                                                                | Paesi Bassi                                                             | 3 – 0                                                                   | Giappone                                                                | Amichevole                                                              | -                                                                       |                                                                         |
| 9-9-2009                                                                | Utrecht                                                                 | Giappone                                                                | 4 – 3                                                                   | Ghana                                                                   | Amichevole                                                              | 1                                                                       | 84’                                                                     |
| 8-10-2009                                                               | Shizuoka                                                                | Giappone                                                                | 6 – 0                                                                   | Hong Kong                                                               | Qual. Coppa d'Asia 2011                                                 | 3                                                                       |                                                                         |
| 14-10-2009                                                              | Rifu                                                                    | Giappone                                                                | 5 – 0                                                                   | Togo                                                                    | Amichevole                                                              | 3                                                                       | 78’                                                                     |
| 14-11-2009                                                              | Port Elizabeth                                                          | Sudafrica                                                               | 0 – 0                                                                   | Giappone                                                                | Amichevole                                                              | -                                                                       |                                                                         |
| 18-11-2009                                                              | Hong Kong                                                               | Hong Kong                                                               | 0 – 4                                                                   | Giappone                                                                | Qual. Coppa d'Asia 2011                                                 | 1                                                                       |                                                                         |
| 2-2-2010                                                                | Oita                                                                    | Giappone                                                                | 0 – 0                                                                   | Venezuela                                                               | Amichevole                                                              | -                                                                       | 75’                                                                     |
| 6-2-2010                                                                | Tokyo                                                                   | Giappone                                                                | 0 – 0                                                                   | Cina                                                                    | Coppa dell'Asia orientale 2010                                          | -                                                                       |                                                                         |
| 14-2-2010                                                               | Tokyo                                                                   | Giappone                                                                | 1 – 3                                                                   | Corea del Sud                                                           | Coppa dell'Asia orientale 2010                                          | -                                                                       |                                                                         |
| 3-3-2010                                                                | Toyota                                                                  | Giappone                                                                | 2 – 0                                                                   | Bahrein                                                                 | Qual. Coppa d'Asia 2011                                                 | 1                                                                       |                                                                         |
| 7-4-2010                                                                | Osaka                                                                   | Giappone                                                                | 0 – 3                                                                   | Serbia                                                                  | Amichevole                                                              | -                                                                       |                                                                         |
| 24-5-2010                                                               | Saitama                                                                 | Giappone                                                                | 0 – 2                                                                   | Corea del Sud                                                           | Amichevole                                                              | -                                                                       |                                                                         |
| 30-5-2010                                                               | Graz                                                                    | Giappone                                                                | 1 – 2                                                                   | Inghilterra                                                             | Amichevole                                                              | -                                                                       | 68’                                                                     |
| 4-6-2010                                                                | Sion                                                                    | Giappone                                                                | 0 – 2                                                                   | Costa d'Avorio                                                          | Amichevole                                                              | -                                                                       | 66’                                                                     |
| 14-6-2010                                                               | Bloemfontein                                                            | Giappone                                                                | 1 – 0                                                                   | Camerun                                                                 | Mondiali 2010 - 1º turno                                                | -                                                                       | 69’                                                                     |
| 19-6-2010                                                               | Durban                                                                  | Paesi Bassi                                                             | 1 – 0                                                                   | Giappone                                                                | Mondiali 2010 - 1º turno                                                | -                                                                       | 77’                                                                     |
| 24-6-2010                                                               | Rustenburg                                                              | Danimarca                                                               | 1 – 3                                                                   | Giappone                                                                | Mondiali 2010 - 1º turno                                                | 1                                                                       | 74’                                                                     |
| 29-6-2010                                                               | Pretoria                                                                | Paraguay                                                                | 0 – 0 dts (5 - 3 dtr)                                                   | Giappone                                                                | Mondiali 2010 - Ottavi di finale                                        | -                                                                       | 65’                                                                     |
| 4-9-2010                                                                | Yokohama                                                                | Giappone                                                                | 1 – 0                                                                   | Paraguay                                                                | Amichevole                                                              | -                                                                       | 77’                                                                     |
| 7-9-2010                                                                | Osaka                                                                   | Giappone                                                                | 2 – 1                                                                   | Guatemala                                                               | Amichevole                                                              | -                                                                       | 66’                                                                     |
| 8-10-2010                                                               | Saitama                                                                 | Giappone                                                                | 1 – 0                                                                   | Argentina                                                               | Amichevole                                                              | 1                                                                       | 71’                                                                     |
| 9-1-2011                                                                | Doha                                                                    | Giappone                                                                | 1 – 1                                                                   | Giordania                                                               | Coppa d'Asia 2011 - 1º turno                                            | -                                                                       | 58’                                                                     |
| 13-1-2011                                                               | Doha                                                                    | Siria                                                                   | 1 – 2                                                                   | Giappone                                                                | Coppa d'Asia 2011 - 1º turno                                            | -                                                                       | 65’                                                                     |
| 17-1-2011                                                               | Al Rayyan                                                               | Arabia Saudita                                                          | 0 – 5                                                                   | Giappone                                                                | Coppa d'Asia 2011 - 1º turno                                            | 3                                                                       |                                                                         |
| 21-1-2011                                                               | Doha                                                                    | Giappone                                                                | 3 – 2                                                                   | Qatar                                                                   | Coppa d'Asia 2011 - Quarti di finale                                    | -                                                                       |                                                                         |
| 25-1-2011                                                               | Doha                                                                    | Giappone                                                                | 2 – 2 dts (3 - 0 dtr)                                                   | Corea del Sud                                                           | Coppa d'Asia 2011 - Semifinale                                          | -                                                                       |                                                                         |
| 29-1-2011                                                               | Doha                                                                    | Australia                                                               | 0 – 1 dts                                                               | Giappone                                                                | Coppa d'Asia 2011 - Finale                                              | -                                                                       | [ 30 ]                                                                  |
| 1-6-2011                                                                | Niigata                                                                 | Giappone                                                                | 0 – 0                                                                   | Perù                                                                    | Amichevole                                                              | -                                                                       |                                                                         |
| 7-6-2011                                                                | Yokohama                                                                | Giappone                                                                | 0 – 0                                                                   | Rep. Ceca                                                               | Amichevole                                                              | -                                                                       |                                                                         |
| 10-8-2011                                                               | Sapporo                                                                 | Giappone                                                                | 3 – 0                                                                   | Corea del Sud                                                           | Amichevole                                                              | -                                                                       | 36’                                                                     |
| 2-9-2011                                                                | Saitama                                                                 | Giappone                                                                | 1 – 0                                                                   | Corea del Nord                                                          | Qual. Mondiali 2014                                                     | -                                                                       |                                                                         |
| 6-9-2011                                                                | Tashkent                                                                | Uzbekistan                                                              | 1 – 1                                                                   | Giappone                                                                | Qual. Mondiali 2014                                                     | 1                                                                       |                                                                         |
| 11-10-2011                                                              | Osaka                                                                   | Giappone                                                                | 8 – 0                                                                   | Tagikistan                                                              | Qual. Mondiali 2014                                                     | 2                                                                       | 77’                                                                     |
| 11-11-2011                                                              | Dushanbe                                                                | Tagikistan                                                              | 0 – 4                                                                   | Giappone                                                                | Qual. Mondiali 2014                                                     | 2                                                                       |                                                                         |
| 15-11-2011                                                              | Pyongyang                                                               | Corea del Nord                                                          | 1 – 0                                                                   | Giappone                                                                | Qual. Mondiali 2014                                                     | -                                                                       |                                                                         |
| 29-2-2012                                                               | Toyota                                                                  | Giappone                                                                | 0 – 1                                                                   | Uzbekistan                                                              | Qual. Mondiali 2014                                                     | -                                                                       |                                                                         |
| 23-5-2012                                                               | Shizuoka                                                                | Giappone                                                                | 2 – 0                                                                   | Azerbaigian                                                             | Amichevole                                                              | 1                                                                       |                                                                         |
| 3-6-2012                                                                | Saitama                                                                 | Giappone                                                                | 3 – 0                                                                   | Oman                                                                    | Qual. Mondiali 2014                                                     | 1                                                                       | 74’                                                                     |
| 8-6-2012                                                                | Saitama                                                                 | Giappone                                                                | 6 – 0                                                                   | Giordania                                                               | Qual. Mondiali 2014                                                     | -                                                                       |                                                                         |
| 12-6-2012                                                               | Brisbane                                                                | Australia                                                               | 1 – 1                                                                   | Giappone                                                                | Qual. Mondiali 2014                                                     | -                                                                       | 87’                                                                     |
| 15-8-2012                                                               | Sapporo                                                                 | Giappone                                                                | 1 – 1                                                                   | Venezuela                                                               | Amichevole                                                              | -                                                                       | 73’                                                                     |
| 6-9-2012                                                                | Niigata                                                                 | Giappone                                                                | 1 – 0                                                                   | Emirati Arabi Uniti                                                     | Amichevole                                                              | -                                                                       | 46’                                                                     |
| 11-9-2012                                                               | Saitama                                                                 | Giappone                                                                | 1 – 0                                                                   | Iraq                                                                    | Qual. Mondiali 2014                                                     | -                                                                       |                                                                         |
| 14-11-2012                                                              | Mascate                                                                 | Oman                                                                    | 1 – 2                                                                   | Giappone                                                                | Qual. Mondiali 2014                                                     | 1                                                                       |                                                                         |
| 6-2-2013                                                                | Kōbe                                                                    | Giappone                                                                | 3 – 0                                                                   | Lettonia                                                                | Amichevole                                                              | 2                                                                       | 82’                                                                     |
| 22-3-2013                                                               | Doha                                                                    | Giappone                                                                | 2 – 1                                                                   | Canada                                                                  | Amichevole                                                              | 1                                                                       | 46’                                                                     |
| 26-3-2013                                                               | Amman                                                                   | Giordania                                                               | 2 – 1                                                                   | Giappone                                                                | Qual. Mondiali 2014                                                     | -                                                                       |                                                                         |
| 4-6-2013                                                                | Saitama                                                                 | Giappone                                                                | 1 – 1                                                                   | Australia                                                               | Qual. Mondiali 2014                                                     | -                                                                       | 87’                                                                     |
| 11-6-2013                                                               | Doha                                                                    | Iraq                                                                    | 0 – 1                                                                   | Giappone                                                                | Qual. Mondiali 2014                                                     | 1                                                                       |                                                                         |
| 15-6-2013                                                               | Brasilia                                                                | Brasile                                                                 | 3 – 0                                                                   | Giappone                                                                | Conf. Cup 2013 - 1º turno                                               | -                                                                       |                                                                         |
| 19-6-2013                                                               | Recife                                                                  | Italia                                                                  | 4 – 3                                                                   | Giappone                                                                | Conf. Cup 2013 - 1º turno                                               | 1                                                                       |                                                                         |
| 22-6-2013                                                               | Belo Horizonte                                                          | Giappone                                                                | 1 – 2                                                                   | Messico                                                                 | Conf. Cup 2013 - 1º turno                                               | 1                                                                       |                                                                         |
| 14-8-2013                                                               | Rifu                                                                    | Giappone                                                                | 2 – 4                                                                   | Uruguay                                                                 | Amichevole                                                              | -                                                                       |                                                                         |
| 6-9-2013                                                                | Osaka                                                                   | Giappone                                                                | 3 – 0                                                                   | Guatemala                                                               | Amichevole                                                              | -                                                                       | 62’                                                                     |
| 11-10-2013                                                              | Novi Sad                                                                | Serbia                                                                  | 2 – 0                                                                   | Giappone                                                                | Amichevole                                                              | -                                                                       | 89’                                                                     |
| 15-10-2013                                                              | Žodzina                                                                 | Bielorussia                                                             | 1 – 0                                                                   | Giappone                                                                | Amichevole                                                              | -                                                                       |                                                                         |
| 16-11-2013                                                              | Genk                                                                    | Paesi Bassi                                                             | 2 – 2                                                                   | Giappone                                                                | Amichevole                                                              | -                                                                       |                                                                         |
| 19-11-2013                                                              | Bruxelles                                                               | Belgio                                                                  | 2 – 3                                                                   | Giappone                                                                | Amichevole                                                              | 1                                                                       | 46’                                                                     |
| 5-3-2014                                                                | Tokyo                                                                   | Giappone                                                                | 4 – 2                                                                   | Nuova Zelanda                                                           | Amichevole                                                              | 2                                                                       | 46’                                                                     |
| 27-5-2014                                                               | Saitama                                                                 | Giappone                                                                | 1 – 0                                                                   | Cipro                                                                   | Amichevole                                                              | -                                                                       | 28’ 71’                                                                 |
| 2-6-2014                                                                | Tampa                                                                   | Costa Rica                                                              | 1 – 3                                                                   | Giappone                                                                | Amichevole                                                              | -                                                                       | 46’                                                                     |
| 6-6-2014                                                                | Tampa                                                                   | Giappone                                                                | 4 – 3                                                                   | Zambia                                                                  | Amichevole                                                              | -                                                                       | 60’                                                                     |
| 14-6-2014                                                               | Recife                                                                  | Costa d'Avorio                                                          | 2 – 1                                                                   | Giappone                                                                | Mondiali 2014 - 1º turno                                                | -                                                                       |                                                                         |
| 19-6-2014                                                               | Natal                                                                   | Giappone                                                                | 0 – 0                                                                   | Grecia                                                                  | Mondiali 2014 - 1º turno                                                | -                                                                       |                                                                         |
| 24-6-2014                                                               | Cuiabá                                                                  | Giappone                                                                | 1 – 4                                                                   | Colombia                                                                | Mondiali 2014 - 1º turno                                                | 1                                                                       | 69’                                                                     |
| 5-9-2014                                                                | Sapporo                                                                 | Giappone                                                                | 0 – 2                                                                   | Uruguay                                                                 | Amichevole                                                              | -                                                                       |                                                                         |
| 9-9-2014                                                                | Yokohama                                                                | Giappone                                                                | 2 – 2                                                                   | Venezuela                                                               | Amichevole                                                              | -                                                                       | 46’                                                                     |
| 10-10-2014                                                              | Niigata                                                                 | Giappone                                                                | 1 – 0                                                                   | Giamaica                                                                | Amichevole                                                              | -                                                                       | 59’                                                                     |
| 14-10-2014                                                              | Singapore                                                               | Giappone                                                                | 0 – 4                                                                   | Brasile                                                                 | Amichevole                                                              | -                                                                       |                                                                         |
| 14-11-2014                                                              | Toyota                                                                  | Giappone                                                                | 6 – 0                                                                   | Honduras                                                                | Amichevole                                                              | -                                                                       | 65’                                                                     |
| 18-11-2014                                                              | Osaka                                                                   | Giappone                                                                | 2 – 1                                                                   | Australia                                                               | Amichevole                                                              | 1                                                                       | 77’                                                                     |
| 12-1-2015                                                               | Newcastle                                                               | Giappone                                                                | 4 – 0                                                                   | Palestina                                                               | Coppa d'Asia 2015 - 1º turno                                            | 1                                                                       | 78’                                                                     |
| 16-1-2015                                                               | Brisbane                                                                | Iraq                                                                    | 0 – 1                                                                   | Giappone                                                                | Coppa d'Asia 2015 - 1º turno                                            | -                                                                       |                                                                         |
| 20-1-2015                                                               | Melbourne                                                               | Giappone                                                                | 2 – 0                                                                   | Giordania                                                               | Coppa d'Asia 2015 - 1º turno                                            | -                                                                       | 46’ 76’                                                                 |
| 23-1-2015                                                               | Sydney                                                                  | Giappone                                                                | 1 – 1 dts (4 - 5 dtr)                                                   | Emirati Arabi Uniti                                                     | Coppa d'Asia 2015 - Quarti di finale                                    | -                                                                       | 65’                                                                     |
| 27-3-2015                                                               | Oita                                                                    | Giappone                                                                | 2 – 0                                                                   | Tunisia                                                                 | Amichevole                                                              | 1                                                                       | 72’                                                                     |
| 31-3-2015                                                               | Tokyo                                                                   | Giappone                                                                | 5 – 1                                                                   | Uzbekistan                                                              | Amichevole                                                              | 1                                                                       | 82’                                                                     |
| 11-6-2015                                                               | Yokohama                                                                | Giappone                                                                | 4 – 0                                                                   | Iraq                                                                    | Amichevole                                                              | 1                                                                       | 73’                                                                     |
| 16-6-2015                                                               | Saitama                                                                 | Giappone                                                                | 0 – 0                                                                   | Singapore                                                               | Qual. Mondiali 2018                                                     | -                                                                       |                                                                         |
| 3-9-2015                                                                | Saitama                                                                 | Giappone                                                                | 3 – 0                                                                   | Cambogia                                                                | Qual. Mondiali 2018                                                     | -                                                                       | 78’                                                                     |
| 8-9-2015                                                                | Teheran                                                                 | Afghanistan                                                             | 0 – 6                                                                   | Giappone                                                                | Qual. Mondiali 2018                                                     | 2                                                                       |                                                                         |
| 8-10-2015                                                               | Seeb                                                                    | Siria                                                                   | 0 – 3                                                                   | Giappone                                                                | Qual. Mondiali 2018                                                     | 1                                                                       | 85’                                                                     |
| 13-10-2015                                                              | Teheran                                                                 | Iran                                                                    | 1 – 1                                                                   | Giappone                                                                | Amichevole                                                              | -                                                                       | 65’                                                                     |
| 17-11-2015                                                              | Phnom Penh                                                              | Cambogia                                                                | 0 – 2                                                                   | Giappone                                                                | Qual. Mondiali 2018                                                     | -                                                                       | cap. 86’                                                                |
| 24-3-2016                                                               | Saitama                                                                 | Giappone                                                                | 5 – 0                                                                   | Afghanistan                                                             | Qual. Mondiali 2018                                                     | 1                                                                       |                                                                         |
| 29-3-2016                                                               | Saitama                                                                 | Giappone                                                                | 5 – 0                                                                   | Siria                                                                   | Qual. Mondiali 2018                                                     | -                                                                       | cap. 77’                                                                |
| 3-6-2016                                                                | Toyota                                                                  | Giappone                                                                | 7 – 2                                                                   | Bulgaria                                                                | Amichevole                                                              | 1                                                                       | 46’                                                                     |
| 7-6-2016                                                                | Suita                                                                   | Giappone                                                                | 1 – 2                                                                   | Bosnia ed Erzegovina                                                    | Amichevole                                                              | -                                                                       | 79’                                                                     |
| 1-9-2016                                                                | Saitama                                                                 | Giappone                                                                | 1 – 2                                                                   | Emirati Arabi Uniti                                                     | Qual. Mondiali 2018                                                     | -                                                                       | 66’                                                                     |
| 6-10-2016                                                               | Saitama                                                                 | Giappone                                                                | 2 – 1                                                                   | Iraq                                                                    | Qual. Mondiali 2018                                                     | -                                                                       | 75’                                                                     |
| 11-11-2016                                                              | Kashima                                                                 | Giappone                                                                | 4 – 0                                                                   | Oman                                                                    | Amichevole                                                              | -                                                                       | 61’                                                                     |
| 15-11-2016                                                              | Tokyo                                                                   | Giappone                                                                | 2 – 1                                                                   | Arabia Saudita                                                          | Qual. Mondiali 2018                                                     | -                                                                       | 90’                                                                     |
| 23-3-2017                                                               | Al Ain                                                                  | Emirati Arabi Uniti                                                     | 0 – 2                                                                   | Giappone                                                                | Qual. Mondiali 2018                                                     | -                                                                       | 82’                                                                     |
| 28-3-2017                                                               | Saitama                                                                 | Giappone                                                                | 4 – 0                                                                   | Thailandia                                                              | Qual. Mondiali 2018                                                     | 1                                                                       |                                                                         |
| 7-6-2017                                                                | Chōfu                                                                   | Giappone                                                                | 1 – 1                                                                   | Siria                                                                   | Amichevole                                                              | -                                                                       | 85’                                                                     |
| 31-8-2017                                                               | Saitama                                                                 | Giappone                                                                | 2 – 0                                                                   | Australia                                                               | Qual. Mondiali 2018                                                     | -                                                                       | 87’                                                                     |
| 5-9-2017                                                                | Gedda                                                                   | Arabia Saudita                                                          | 1 – 0                                                                   | Giappone                                                                | Qual. Mondiali 2018                                                     | -                                                                       | 67’                                                                     |
| 30-5-2018                                                               | Yokohama                                                                | Giappone                                                                | 0 – 2                                                                   | Ghana                                                                   | Amichevole                                                              | -                                                                       | 59’                                                                     |
| 12-6-2018                                                               | Innsbruck                                                               | Giappone                                                                | 4 – 2                                                                   | Paraguay                                                                | Amichevole                                                              | -                                                                       | 74’                                                                     |
| 19-6-2018                                                               | Saransk                                                                 | Colombia                                                                | 1 – 2                                                                   | Giappone                                                                | Mondiali 2018 - 1º turno                                                | -                                                                       | 85’                                                                     |
| 24-6-2018                                                               | Ekaterinburg                                                            | Giappone                                                                | 2 – 2                                                                   | Senegal                                                                 | Mondiali 2018 - 1º turno                                                | -                                                                       | 75’                                                                     |
| 28-6-2018                                                               | Volgograd                                                               | Giappone                                                                | 0 – 1                                                                   | Polonia                                                                 | Mondiali 2018 - 1º turno                                                | -                                                                       | 47’                                                                     |
| 18-6-2019                                                               | San Paolo                                                               | Giappone                                                                | 0 – 4                                                                   | Cile                                                                    | Coppa America 2019 - 1º turno                                           | -                                                                       | 79’                                                                     |
| 21-6-2019                                                               | Porto Alegre                                                            | Uruguay                                                                 | 2 – 2                                                                   | Giappone                                                                | Coppa America 2019 - 1º turno                                           | -                                                                       |                                                                         |
| 25-6-2019                                                               | Belo Horizonte                                                          | Ecuador                                                                 | 1 – 1                                                                   | Giappone                                                                | Coppa America 2019 - 1º turno                                           | -                                                                       | 66’                                                                     |
| Totale                                                                  |                                                                         | Presenze (5º posto)                                                     | 119                                                                     |                                                                         | Reti (3º posto)                                                         | 50                                                                      |                                                                         |

| Cronologia completa delle presenze e delle reti in nazionale ― Giappone Olimpica | Cronologia completa delle presenze e delle reti in nazionale ― Giappone Olimpica | Cronologia completa delle presenze e delle reti in nazionale ― Giappone Olimpica | Cronologia completa delle presenze e delle reti in nazionale ― Giappone Olimpica | Cronologia completa delle presenze e delle reti in nazionale ― Giappone Olimpica | Cronologia completa delle presenze e delle reti in nazionale ― Giappone Olimpica | Cronologia completa delle presenze e delle reti in nazionale ― Giappone Olimpica | Cronologia completa delle presenze e delle reti in nazionale ― Giappone Olimpica |
| Data                                                                             | Città                                                                            | In casa                                                                          | Risultato                                                                        | Ospiti                                                                           | Competizione                                                                     | Reti                                                                             | Note                                                                             |
| -------------------------------------------------------------------------------- | -------------------------------------------------------------------------------- | -------------------------------------------------------------------------------- | -------------------------------------------------------------------------------- | -------------------------------------------------------------------------------- | -------------------------------------------------------------------------------- | -------------------------------------------------------------------------------- | -------------------------------------------------------------------------------- |
| 7-8-2008                                                                         | Tientsin                                                                         | Giappone                                                                         | 0 – 1                                                                            | Stati Uniti                                                                      | Olimpiadi 2008 - 1º turno                                                        | -                                                                                | 83’                                                                              |
| 10-8-2008                                                                        | Tientsin                                                                         | Nigeria                                                                          | 2 – 1                                                                            | Giappone                                                                         | Olimpiadi 2008 - 1º turno                                                        | -                                                                                | 63’                                                                              |
| 13-8-2008                                                                        | Shenyang                                                                         | Paesi Bassi                                                                      | 1 – 0                                                                            | Giappone                                                                         | Olimpiadi 2008 - 1º turno                                                        | -                                                                                | 86’                                                                              |
| Totale                                                                           |                                                                                  | Presenze                                                                         | 3                                                                                |                                                                                  | Reti                                                                             | 0                                                                                |                                                                                  |

## Palmarès

### Club
- Campionato inglese: 1

Leicester City: 2015-2016
- Segunda División: 1

Huesca: 2019-2020

### Nazionale
- Kirin Cup: 2

2009, 2011
- Coppa d'Asia: 1

2011

### Individuale
- Miglior Calciatore Asiatico: 1

2016
- Giocatore internazionale asiatico dell'anno: 1

2016
- Squadra del campionato giapponese: 1

2009
- Miglior marcatore dell'anno IFFHS:1

2009